# Nord (film 1991)
Nord   un film del 1991 diretto da Xavier Beauvois.